# یوسیف دمیان
یوسیف دمیان (رومانیایی: Iosif Demian؛ زادهٔ ۲۶ مهٔ ۱۹۴۱) فیلم‌بردار، و کارگردان فیلم اهل رومانی است.
از فیلم‌هایی که وی در آن‌ها نقش داشته‌است، می‌توان به گرز سه نشان و اشک‌های یک دختر اشاره نمود.